# Судано-ефіопські відносини
Судано-ефіопські відносини — двосторонні дипломатичні відносини між Суданом та Ефіопією. Протяжність державного кордону між країнами становить 744 км (раніше була більшою до виходу Південного Судану зі складу єдиної країни).

## Історія
Між країнами склалися давні історичні відносини, починаючи з часів, коли Мерое та Аксум були великими африканськими державами. У ті роки між країнами існували міцні політичні та економічні відносини. Річка Блакитний Ніл, джерело якої в Ефіопії, протікає через усю територію Судану. Сучасні відносини двох держав далекі від ідеальних, чергуються періодами ворожнечі та дружби.
У 1972 Ефіопія виступила посередником між Суданом і НАОС при підписанні угоди про припинення вогню в столиці Ефіопії, яка поклала край Першій громадянській війні в Судані.
У 1977 відносини Судану з Ефіопією різко погіршилися через те, що Хартум підтримав Сомалі під час Огаденської війни проти Ефіопії, а також підтримав еритрейський рух за незалежність від Ефіопії.
У 1981 підписано тристоронню угоду про дружбу між Лівією, Ефіопією та Єменом, але президент Судану Джафар Німейрі зробив висновок, що Лівія намагається повалити його, а Ефіопія їй допоможе в цьому.
У середині 1980-х відносини погіршилися ще сильніше через те, що Судан відкрив кордони для еритрейських повстанців, а Ефіопія почала підтримувати діяльність НАОС у Південному Судані.
У 1998 Судан підтримав Ефіопію під час її прикордонної війни з Еритреєю. Після цього відносини між країнами почали неухильно покращуватись.
У 2002 Судан приєднався до Ємену та Ефіопії у їх боротьбі з екстремістами на півострові Сомалі.
У квітні 2004 створено Судано-Ефіопський міністерський комітет для розвитку відносин між країнами.
У грудні 2005 прем'єр-міністр Мелес Зенаві здійснив державний візит до Хартума.
Головним дестабілізуючим чинником у відносинах Судану та Ефіопії залишається належність спірного округу Фашага у східній частині Судану, спільна демаркаційна комісія працює над вирішенням цієї проблеми, але громадяни Ефіопії продовжують незаконно селитися на цій території.

## Торгівля
У 1994 обсяг двосторонньої торгівлі між країнами становив суму 4 млн. доларів США. Уряд Ефіопії імпортує нафту з Судану автомобільним транспортом, що покриває 80% потреб Ефіопії у цьому ресурсі. Експорт Ефіопії до Судану: кава, взуття, вироби зі шкіри, цемент, прісна вода.